# Abdul Rahman Arif
Abdul Rahman Arif (arabiska عبد الرحمن عارف 'Abd al-Raḥmān 'Ārif), född 1916 i Bagdad, Irak, död 24 augusti 2007 i Amman, Jordanien, var Iraks president 16 april 1966–16 juli 1968.